# Jean Bartel
Jean Bartel (26 de outubro de 1923 - 6 de março de 2011) foi uma atriz e modelo norte-americana. Ela foi Miss Califórnia e Miss América em 1943.